# Nibret Melak
Nibret Melak (né le 9 octobre 1999) est un athlète éthiopien, spécialiste des courses de fond.

## Biographie
En 2021, il réalise 12 min 54 s 22 sur 5 000 m aux sélections éthiopiennes. Qualifié aux Jeux olympiques de Tokyo, il est éliminé en séries.
Il remporte le Semi-marathon de Lisbonne 2023 dans le temps de 59 min 6 s. Il compte par ailleurs deux victoires au Cinque Mulini, compétition annuelle de cross-country, en 2021 et 2022. 
En mars 2024, Nibret Melak remporte la médaille d'or du 10 000 m lors des Jeux africains d'Accra au Ghana, dans le temps de 29 min 45 s 37, nouveau record personnel. Trois mois plus tard, il est sacré champion d'Afrique sur cette même distance aux Championnats d'Afrique d'athlétisme 2024 à Douala.

## Palmarès
| Date | Compétition                               | Lieu   | Résultat | Épreuve       | Temps          |
| ---- | ----------------------------------------- | ------ | -------- | ------------- | -------------- |
| 2023 | Championnats du monde de course sur route | Riga   | 7e       | Semi-marathon | 1 h 0 min 11 s |
| 2024 | Jeux africains                            | Accra  | 1er      | 10 000 m      | 29 min 45 s 37 |
| 2024 | Championnats d'Afrique                    | Douala | 2e       | 5 000 m       | 13 min 42 s 95 |
| 2024 | Championnats d'Afrique                    | Douala | 1er      | 10 000 m      | 28 min 52 s 27 |

## Records
| Épreuve  | Temps          | Lieu    | Date         |
| -------- | -------------- | ------- | ------------ |
| 5 000 m  | 12 min 54 s 22 | Hengelo | 8 juin 2021  |
| 10 000 m | 28 min 52 s 27 | Douala  | 22 juin 2024 |